# Nurmisaari (ö i Norra Savolax, Kuopio, lat 63,02, long 27,95)
Nurmisaari är en ö i Finland. Den ligger i sjön Juurusvesi och Akonvesi och i kommunen Kuopio i den ekonomiska regionen  Kuopio ekonomiska region  och landskapet Norra Savolax, i den centrala delen av landet, 400 km nordost om huvudstaden Helsingfors. Öns area är 0,3 hektar och dess största längd är 70 meter i sydöst-nordvästlig riktning.